# 77. ceremonia wręczenia Złotych Globów
77. ceremonia wręczenia Złotych Globów, nagród filmowych i telewizyjnych przyznawanych przez Hollywoodzkie Stowarzyszenie Prasy Zagranicznej, odbyła się 5 stycznia 2020 roku w The Beverly Hilton w Beverly Hills. Galę wyemitowała na terenie Stanów Zjednoczonych stacja telewizyjna NBC, a poprowadził ją Ricky Gervais.
Nominacje zostały ogłoszone 9 grudnia 2019 przez Tima Allena, Dakotę Fanning i Susan Kelechi Watson. Spośród produkcji kinowych najwięcej otrzymała ich Historia małżeńska (sześć), zaś spośród seriali telewizyjnych Czarnobyl, The Crown i Niewiarygodne (po cztery). Najwięcej nagród spośród produkcji kinowych otrzymał Pewnego razu... w Hollywood (trzy), a spośród programów telewizyjnych Sukcesja, Współczesna dziewczyna i Czarnobyl (po dwie).

## Nominacje
Źródła:

### Produkcje kinowe
| Najlepszy film dramatyczny | Najlepszy film komediowy lub musical |
| --- | --- |
| - 1917 - Irlandczyk - Joker - Historia małżeńska - Dwóch papieży | - Pewnego razu... w Hollywood - Nazywam się Dolemite - Jojo Rabbit - Na noże - Rocketman |
| Najlepszy aktor w filmie dramatycznym | Najlepsza aktorka w filmie dramatycznym |
| - Joaquin Phoenix – Joker jako Arthur Fleck / Joker - Christian Bale – Ford v Ferrari jako Ken Miles - Antonio Banderas – Ból i blask jako Salvador Mallo - Adam Driver – Historia małżeńska jako Charlie Barber - Jonathan Pryce – Dwóch papieży jako kardynał Bergoglio | - Renée Zellweger – Judy jako Judy Garland - Cynthia Erivo – Harriet jako Harriet Tubman - Scarlett Johansson – Historia małżeńska jako Nicole Barber - Saoirse Ronan – Małe kobietki jako Josephine „Jo” March - Charlize Theron – Gorący temat jako Megyn Kelly                                                                                     |
| Najlepszy aktor w filmie komediowym lub musicalu | Najlepsza aktorka w filmie komediowym lub musicalu |
| - Taron Egerton – Rocketman jako Elton John - Daniel Craig – Na noże jako Benoit Blanc - Roman Griffin Davis – Jojo Rabbit jako Jojo Betzler - Leonardo DiCaprio – Pewnego razu... w Hollywood jako Rick Dalton - Eddie Murphy – Nazywam się Dolemite jako Rudy Ray Moore | - Awkwafina – Kłamstewko jako Billi Wang - Ana de Armas – Na noże jako Marta Cabrera - Cate Blanchett – Gdzie jesteś, Bernadette? jako Bernadette Fox - Beanie Feldstein – Szkoła melanżu jako Molly Davidson - Emma Thompson – Late Night jako Katherine Newbury                                                                                     |
| Najlepszy aktor drugoplanowy | Najlepsza aktorka drugoplanowa |
| - Brad Pitt – Pewnego razu... w Hollywood jako Cliff Booth - Tom Hanks – Cóż za piękny dzień jako Fred Rogers - Anthony Hopkins – Dwóch papieży jako Benedykt XVI - Al Pacino – Irlandczyk jako Jimmy Hoffa - Joe Pesci – Irlandczyk jako Russell Bufalino                | - Laura Dern – Historia małżeńska jako Nora Fanshaw - Kathy Bates – Richard Jewell jako Barbara „Bobi” Jewell - Annette Bening – Raport jako Dianne Feinstein - Jennifer Lopez – Ślicznotki jako Ramona Vega - Margot Robbie – Gorący temat jako Kayla Pospisil                                                                                       |
| Najlepszy reżyser | Najlepszy scenariusz |
| - Sam Mendes – 1917 - Bong Joon-ho – Parasite - Todd Phillips – Joker - Martin Scorsese – Irlandczyk - Quentin Tarantino – Pewnego razu... w Hollywood | - Quentin Tarantino – Pewnego razu... w Hollywood - Noah Baumbach – Historia małżeńska - Bong Joon-ho, Han Jin-won – Parasite - Anthony McCarten – Dwóch papieży - Steven Zaillian – Irlandczyk |
| Najlepsza muzyka | Najlepsza piosenka |
| - Hildur Guðnadóttir – Joker - Alexandre Desplat – Małe kobietki - Randy Newman – Historia małżeńska - Thomas Newman – 1917 - Daniel Pemberton – Osierocony Brooklyn | - „(I’m Gonna) Love Me Again” (Elton John, Bernie Taupin) – Rocketman - „Beautiful Ghosts” (Taylor Swift, Andrew Lloyd Webber) – Koty - „Into the Unknown” (Kristen Anderson-Lopez, Robert Lopez) – Kraina lodu II - „Spirit” (Beyoncé, Timothy McKenzie, Ilya Salmanzadeh) – Król lew - „Stand Up” (Joshuah Brian Campbell, Cynthia Erivo) – Harriet |
| Najlepszy film animowany | Najlepszy film nieanglojęzyczny |
| - Praziomek - Kraina lodu II - Jak wytresować smoka 3 - Król lew - Toy Story 4 | - Parasite (Korea Południowa) - Kłamstewko (USA, jęz. mandaryński) - Nędznicy (Francja) - Ból i blask (Hiszpania) - Portret kobiety w ogniu (Francja) |

### Produkcje telewizyjne
| Najlepszy serial dramatyczny | Najlepszy serial komediowy lub musical |
| --- | --- |
| - Sukcesja - Wielkie kłamstewka - The Crown - Obsesja Eve - The Morning Show | - Współczesna dziewczyna - Barry - The Kominsky Method - Wspaniała pani Maisel - Wybory Paytona Hobarta |
| Najlepszy miniserial lub film telewizyjny | |
| - Czarnobyl - Paragraf 22 - Fosse/Verdon - Na cały głos - Niewiarygodne | |
| Najlepszy aktor w serialu dramatycznym | Najlepsza aktorka w serialu dramatycznym |
| - Brian Cox – Sukcesja jako Logan Roy - Kit Harington – Gra o tron jako Jon Snow - Rami Malek – Mr. Robot jako Elliot Alderson - Tobias Menzies – The Crown jako książę Filip - Billy Porter – Pose jako Pray Tell                                                                        | - Olivia Colman – The Crown jako Elżbieta II - Jennifer Aniston – The Morning Show jako Alex Levy - Jodie Comer – Obsesja Eve jako Oksana Astankova / Villanelle - Nicole Kidman – Wielkie kłamstewka jako Celeste Wright - Reese Witherspoon – The Morning Show jako Bradley Jackson                                     |
| Najlepszy aktor w serialu komediowym lub musicalu | Najlepsza aktorka w serialu komediowym lub musicalu |
| - Ramy Youssef – Ramy jako Ramy Hassan - Michael Douglas – The Kominsky Method jako Sandy Kominsky - Bill Hader – Barry jako Barry Berkman / Barry Block - Ben Platt – Wybory Paytona Hobarta jako Payton Hobart - Paul Rudd – Życie z samym sobą jako Miles Elliot / klon Milesa Elliota | - Phoebe Waller-Bridge – Współczesna dziewczyna jako Fleabag - Christina Applegate – Już nie żyjesz jako Jen Harding - Rachel Brosnahan – Wspaniała pani Maisel jako Miriam „Midge” Maisel - Kirsten Dunst – On Becoming a God in Central Florida jako Krystal Stubbs - Natasha Lyonne – Russian Doll jako Nadia Vulvokov |
| Najlepszy aktor w miniserialu lub filmie telewizyjnym | Najlepsza aktorka w miniserialu lub filmie telewizyjnym |
| - Russell Crowe – Na cały głos jako Roger Ailes - Christopher Abbott – Paragraf 22 jako Yossarian - Sacha Baron Cohen – The Spy jako Eli Cohen / Kamel Amin Thaabet - Jared Harris – Czarnobyl jako Walerij Legasow - Sam Rockwell – Fosse/Verdon jako Bob Fosse                          | - Michelle Williams – Fosse/Verdon jako Gwen Verdon - Kaitlyn Dever – Niewiarygodne jako Marie Adler - Joey King – The Act jako Gypsy Rose Blanchard - Helen Mirren – Katarzyna Wielka jako Katarzyna Wielka - Merritt Wever – Niewiarygodne jako Karen Duvall                                                            |
| Najlepszy aktor drugoplanowy w serialu, miniserialu lub filmie telewizyjnym | Najlepsza aktorka drugoplanowa w serialu, miniserialu lub filmie telewizyjnym |
| - Stellan Skarsgård – Czarnobyl jako Boris Szczerbina - Alan Arkin – The Kominsky Method jako Norman Newlander - Kieran Culkin – Sukcesja jako Roman Roy - Andrew Scott – Współczesna dziewczyna jako The Priest - Henry Winkler – Barry jako Gene Cousineau                              | - Patricia Arquette – The Act jako Dee Dee Blanchard - Helena Bonham Carter – The Crown jako księżniczka Małgorzata - Toni Collette – Niewiarygodne jako Grace Rasmussen - Meryl Streep – Wielkie kłamstewka jako Mary Louise Wright - Emily Watson – Czarnobyl jako Uliana Chomiuk                                       |

### Nagrody honorowe
- Tom Hanks – Nagroda im. Cecila B. DeMille’a
- Ellen DeGeneres – Nagroda im. Carol Burnett
- Dylan Brosnan, Paris Brosnan – Ambasadorzy Złotych Globów

## Statystyki

### Nominacje
| Nominacje | Film                        |
| --------- | --------------------------- |
| 6         | Historia małżeńska          |
| 5         | Irlandczyk                  |
| 5         | Pewnego razu... w Hollywood |
| 4         | Joker                       |
| 4         | Dwóch papieży               |
| 3         | 1917                        |
| 3         | Na noże                     |
| 3         | Parasite                    |
| 3         | Rocketman                   |
| 2         | Gorący temat                |
| 2         | Nazywam się Dolemite        |
| 2         | Kłamstewko                  |
| 2         | Kraina lodu II              |
| 2         | Harriet                     |
| 2         | Jojo Rabbit                 |
| 2         | Król lew                    |
| 2         | Małe kobietki               |
| 2         | Ból i blask                 |

| Ilość | Tytuł                  |
| ----- | ---------------------- |
| 4     | Czarnobyl              |
| 4     | The Crown              |
| 4     | Niewiarygodne          |
| 3     | Barry                  |
| 3     | Wielkie kłamstewka     |
| 3     | Współczesna dziewczyna |
| 3     | Fosse/Verdon           |
| 3     | The Kominsky Method    |
| 3     | The Morning Show       |
| 3     | Sukcesja               |
| 2     | The Act                |
| 2     | Paragraf 22            |
| 2     | Obsesja Eve            |
| 2     | Na cały głos           |
| 2     | Wspaniała pani Maisel  |
| 2     | Wybory Paytona Hobarta |

### Nagrody
| Nagrody | Film                        |
| ------- | --------------------------- |
| 3       | Pewnego razu... w Hollywood |
| 2       | 1917                        |
| 2       | Joker                       |
| 2       | Rocketman                   |

| Ilość | Tytuł                  |
| ----- | ---------------------- |
| 2     | Czarnobyl              |
| 2     | Sukcesja               |
| 2     | Współczesna dziewczyna |